# Přemysl (syn Děpolta III.)
Přemysl (1200–5 – okolo 1225–30) byl nejmladším synem Děpolta III. a Adély Slezské. Jeho otec měl spory s Přemyslem Otakarem I. Když jeho otec v roce 1223 zemřel, musela celá rodina odejít do slezského exilu na dvůr Jindřicha Bradatého. Zemřel jako mladý, možná ve válkách s Konrádem Mazovským roku 1228, snad v bitvě u Skály. Nekrologium opatství sv. Vincence udává den jeho skonu na 11. listopadu. Byl pohřben i se svojí matkou v klášteře v Třebnici.